# Phoebe Snow
Phoebe Snow, född Phoebe Ann Laub 17 juli 1950 i New York City i New York, död 26 april 2011 i Edison i New Jersey, var en amerikansk sångare, låtskrivare och gitarrist, mest känd för sin hit "Poetry Man" från 1975.

## Diskografi (urval)
Soloalbum
- 1974 – Phoebe Snow
- 1976 – Second Childhood
- 1976 – It Looks Like Snow
- 1977 – Never Letting Go
- 1978 – Against the Grain
- 1981 – Rock Away
- 1989 – Something Real
- 1991 – The New York Rock and Soul Revue: Live at the Beacon
- 1998 – I Can't Complain
- 2003 – Natural Wonder
- 2008 – Live

Album med The Sisters of Glory
- 1995 – Good News In Hard Times